# Locked Out of Heaven
"Locked Out of Heaven" là một bài hát của nghệ sĩ thu âm người Mỹ Bruno Mars nằm trong album phòng thu thứ hai của anh, Unorthodox Jukebox (2012). Nó được phát hành vào ngày 1 tháng 10 năm 2012 như là đĩa đơn đầu tiên trích từ album bởi Atlantic Records. Bài hát được đồng viết lời bởi Mars, Philip Lawrence và Ari Levine thuộc đội sản xuất The Smeezingtons, những người cũng đồng thời chịu trách nhiệm sản xuất nó với Mark Ronson, Jeff Bhasker và Emile Haynie. Đây là một bản reggae rock và pop rock kết hợp với những yếu tố từ new wave và funk mang nội dung đề cập đến những cảm xúc cuồng nhiệt mang lại bởi một mối quan hệ tình cảm cũng như những cảm xúc tích cực và hưng phấn trong tình dục, và so sánh "thiên đường như một chốn cấm địa", đã thu hút nhiều sự so sánh với một số tác phẩm của Dire Straits, The Human League, Michael Jackson, The Police và The Romantics. Một phiên bản phối lại chính thức của bài hát được thực hiện bởi Major Lazer, và đã xuất hiện trong ấn phẩm Target và sang trọng của Unorthodox Jukebox.
Sau khi phát hành, "Locked Out of Heaven" nhận được những phản ứng tích cực từ các nhà phê bình âm nhạc, trong đó họ đánh giá cao chất giọng mượt mà của Mars, quá trình sản xuất cũng như khuynh hướng âm nhạc mới mẻ của nam ca sĩ, và gọi đây là một bản nhạc "thú vị" và là "sự tiến hóa âm nhạc". Bài hát còn gặt hái nhiều giải thưởng và đề cử tại những lễ trao giải lớn, bao gồm chiến thắng tại giải Âm nhạc châu Âu của MTV năm 2013 cho Bài hát xuất sắc nhất và ba đề cử giải Grammy cho Thu âm của năm, Bài hát của năm và Thu âm phối lại xuất sắc nhất, Phi cổ điển tại lễ trao giải thường niên lần thứ 56. Nó cũng tiếp nhận những thành công vượt trội về mặt thương mại, đứng đầu các bảng xếp hạng ở Canada, Hungary và Ba Lan, và lọt vào top 10 ở hầu hết những thị trường nó xuất hiện, bao gồm vươn đến top 5 ở nhiều thị trường lớn như Úc, Áo, Bỉ, Đan Mạch, Pháp, Ireland, Ý, New Zealand, Tây Ban Nha và Vương quốc Anh. Tại Hoa Kỳ, "Locked Out of Heaven" đạt vị trí số một trên bảng xếp hạng Billboard Hot 100 trong sáu tuần liên tiếp, trở thành đĩa đơn quán quân thứ tư của Mars và đã bán được hơn 5.2 triệu bản tại đây.
Video ca nhạc cho "Locked Out of Heaven" được đồng đạo diễn bởi Cameron Duddy và Mars, trong đó nam ca sĩ và những người bạn của mình nhàn nhã tham gia vào nhiều hoạt động khác nhau như hút thuốc, uống rượu và chơi trò chơi. Nó đã nhận được nhiều lượt phát sóng liên tục trên những kênh truyền hình âm nhạc như MTV, VH1 và BET, cũng như gặt hái ba đề cử tại giải Video âm nhạc của MTV năm 2012 cho Video của năm, Video Pop xuất sắc nhất và Video xuất sắc nhất của nam ca sĩ, và chiến thắng giải sau. Để quảng bá bài hát, Mars đã trình diễn "Locked Out of Heaven" trên nhiều chương trình truyền hình và lễ trao giải lớn, bao gồm The Graham Norton Show, Saturday Night Live, The X Factor UK, Wetten, dass..?, Show thời trang Victoria's Secret năm 2012, Giải Grammy lần thứ 56 và Show giữa hiệp Super Bowl XLVIII, cũng như trong nhiều chuyến lưu diễn của anh. Kể từ khi phát hành, bài hát đã được hát lại và sử dụng làm nhạc mẫu bởi nhiều nghệ sĩ khác nhau, như Leona Lewis, Bastille, Bridgit Mendler, Sam Tsui và dàn diễn viên của Glee. Tính đến nay, nó đã bán được hơn 10.9 triệu bản trên toàn cầu, trở thành một trong những đĩa đơn bán chạy nhất mọi thời đại.

## Danh sách bài hát
- Tải kĩ thuật số[9]

1. "Locked Out of Heaven" – 3:53

- Đĩa CD[10]

1. "Locked Out of Heaven" (bản album) – 3:53

- Tải kĩ thuật số - phối lại[11]

1. "Locked Out of Heaven" (Cazzette's Answering Machine phối) – 6:41
2. "Locked Out of Heaven" (Sultan + Ned Shepherd phối lại) – 6:50
3. "Locked Out of Heaven" (The M Machine phối lại) – 4:02
4. "Locked Out of Heaven" (Paul Oakenfold phối lại) – 5:17

## Thành phần thực hiện
Thành phần thực hiện được trích từ ghi chú của Unorthodox Jukebox, Atlantic Records.
Thu âm và phối khí
- Thu âm tại Levcon Studios ở Los Angeles, California; Daptone Studios ở Brooklyn, New York and Avatar Studios ở Thành phố New York, New York
- Phối khí tại Larrabee Sound Studios ở Bắc Hollywood, California

Thành phần
| - Bruno Mars – giọng hát, viết lời, guitar - Philip Lawrence – viết lời - Ari Levine – viết lời, sản xuất - Mark Ronson – sản xuất, thu âm - Jeff Bhasker – sản xuất, đàn phím - Emile Haynie – sản xuất, hỗ trợ trống, đàn phím, hiệu ứng âm thanh - Nick Movshon – bass - Homer Steinweiss – trống | - The Smeezingtons – sản xuất - Artie Smith – thiết bị - ALALAL – thu âm - Wayne Gordon – thu âm - Bob Mallory – hỗ trợ thu âm - Tyler Hartman – hỗ trợ thu âm - Charles Moniz – kỹ sư - Manny Marroquin – phối khí |

## Xếp hạng
| Bảng xếp hạng (2012-13)                 | Vị trí cao nhất |
| --------------------------------------- | --------------- |
| Úc (ARIA)                               | 4               |
| Áo (Ö3 Austria Top 40)                  | 5               |
| Bỉ (Ultratop 50 Flanders)               | 4               |
| Bỉ (Ultratop 50 Wallonia)               | 3               |
| Brazil (Billboard Brasil Hot 100)       | 25              |
| Brazil (Billboard Brasil Hot Pop Songs) | 4               |
| Canada (Canadian Hot 100)               | 1               |
| Colombia (National-Report)              | 16              |
| Cộng hòa Séc (Rádio Top 100)            | 5               |
| Đan Mạch (Tracklisten)                  | 2               |
| Phần Lan (Suomen virallinen lista)      | 11              |
| Pháp (SNEP)                             | 3               |
| Đức (GfK)                               | 7               |
| Hungary (Rádiós Top 40)                 | 1               |
| Ireland (IRMA)                          | 4               |
| Israel (Media Forest)                   | 2               |
| Ý (FIMI)                                | 3               |
| Nhật Bản (Japan Hot 100)                | 10              |
| Lebanon (The Official Lebanese Top 20)  | 1               |
| Luxembourg (Billboard)                  | 6               |
| Mexico (Airplay)                        | 1               |
| Mexico (Monitor Latino)                 | 6               |
| Hà Lan (Dutch Top 40)                   | 5               |
| Hà Lan (Single Top 100)                 | 10              |
| New Zealand (Recorded Music NZ)         | 4               |
| Na Uy (VG-lista)                        | 7               |
| Ba Lan (Polish Airplay Top 5)           | 1               |
| Bồ Đào Nha (Billboard)                  | 4               |
| Slovakia (Rádio Top 100)                | 1               |
| Hàn Quốc (Gaon International Singles)   | 3               |
| Tây Ban Nha (PROMUSICAE)                | 3               |
| Thụy Điển (Sverigetopplistan)           | 6               |
| Thụy Sĩ (Schweizer Hitparade)           | 8               |
| Anh Quốc (OCC)                          | 2               |
| Hoa Kỳ Billboard Hot 100                | 1               |
| Hoa Kỳ Adult Contemporary (Billboard)   | 7               |
| Hoa Kỳ Adult Pop Airplay (Billboard)    | 2               |
| Hoa Kỳ Dance Club Songs (Billboard)     | 19              |
| Hoa Kỳ Pop Airplay (Billboard)          | 1               |
| Hoa Kỳ Rhythmic (Billboard)             | 1               |
| Venezuela Pop Rock (Record Report)      | 1               |

| Bảng xếp hạng (2012)                     | Vị trí |
| ---------------------------------------- | ------ |
| Australia (ARIA)                         | 28     |
| Belgium (Ultratop 50 Flanders)           | 94     |
| Belgium (Ultratop 40 Wallonia)           | 73     |
| France (SNEP)                            | 62     |
| Germany (Official German Charts)         | 64     |
| Hungary (Rádiós Top 40)                  | 49     |
| Netherlands (Dutch Top 40)               | 62     |
| Netherlands (Single Top 100)             | 67     |
| New Zealand (Recorded Music NZ)          | 48     |
| South Korea (Gaon International Singles) | 117    |
| UK Singles (Official Charts Company)     | 33     |
| Bảng xếp hạng (2013)                     | Vị trí |
| Australia (ARIA)                         | 60     |
| Belgium (Ultratop 50 Flanders)           | 22     |
| Belgium (Ultratop 40 Wallonia)           | 11     |
| Canada (Canadian Hot 100)                | 11     |
| France (SNEP)                            | 6      |
| Germany (Official German Charts)         | 90     |
| Hungary (Rádiós Top 40)                  | 10     |
| Israel (Media Forest)                    | 37     |
| Italy (FIMI)                             | 32     |
| Japan (Japan Hot 100)                    | 31     |
| Netherlands (Dutch Top 40)               | 45     |
| Netherlands (Single Top 100)             | 66     |
| New Zealand (Recorded Music NZ)          | 47     |
| Spain (PROMUSICAE)                       | 14     |
| Sweden (Sverigetopplistan)               | 28     |
| Switzerland (Schweizer Hitparade)        | 47     |
| UK Singles (Official Charts Company)     | 47     |
| US Billboard Hot 100                     | 11     |
| US Adult Contemporary (Billboard)        | 20     |
| US Adult Top 40 (Billboard)              | 12     |
| US Pop Songs (Billboard)                 | 2      |
| US Rhythmic (Billboard)                  | 14     |

| Bảng xếp hạng                        | Vị trí |
| ------------------------------------ | ------ |
| UK Singles (Official Charts Company) | 232    |
| US Billboard Hot 100                 | 224    |
| US Pop Songs (Billboard)             | 19     |

## Chứng nhận
| Quốc gia | Chứng nhận       | Số đơn vị/doanh số chứng nhận |
| --- | ---------------- | ----------------------------- |
| Úc (ARIA) | 7× Bạch kim      | 490.000‡                      |
| Áo (IFPI Áo) | Vàng             | 15.000*                       |
| Bỉ (BEA) | Bạch kim         | 30.000*                       |
| Canada (Music Canada) | 5× Bạch kim      | 400.000*                      |
| Đan Mạch (IFPI Đan Mạch) | Vàng             | 15.000^                       |
| Pháp (SNEP) | Bạch kim         | 150.000*                      |
| Đức (BVMI) | Bạch kim         | 500.000^                      |
| Ý (FIMI) | 3× Bạch kim      | 90.000*                       |
| Nhật Bản (RIAJ) | Vàng             | 100.000*                      |
| México (AMPROFON) | 3× Bạch kim+Vàng | 210.000*                      |
| New Zealand (RMNZ) | 2× Bạch kim      | 30.000*                       |
| Tây Ban Nha (PROMUSICAE) | 2× Bạch kim      | 80.000‡                       |
| Thụy Điển (GLF) | 3× Bạch kim      | 60.000‡                       |
| Thụy Sĩ (IFPI) | Bạch kim         | 30.000^                       |
| Anh Quốc (BPI) | 3× Bạch kim      | 1.800.000‡                    |
| Hoa Kỳ (RIAA) | Kim cương        | 10.000.000‡                   |
| Streaming |                  |                               |
| Đan Mạch (IFPI Đan Mạch) | 2× Bạch kim      | 3.600.000                     |
| Tây Ban Nha (PROMUSICAE) | 2× Bạch kim      | 16.000.000                    |
| * Chứng nhận dựa theo doanh số tiêu thụ. · ^ Chứng nhận dựa theo doanh số nhập hàng. · ‡ Chứng nhận dựa theo doanh số tiêu thụ và phát trực tuyến. · Chứng nhận dựa theo doanh số phát trực tuyến. |                  |                               |